# Euglossa imperialis
Euglossa imperialis är en biart som beskrevs av Cockerell 1922. Euglossa imperialis ingår i släktet Euglossa, tribus orkidébin, och familjen långtungebin. Inga underarter finns listade.

## Bildgalleri

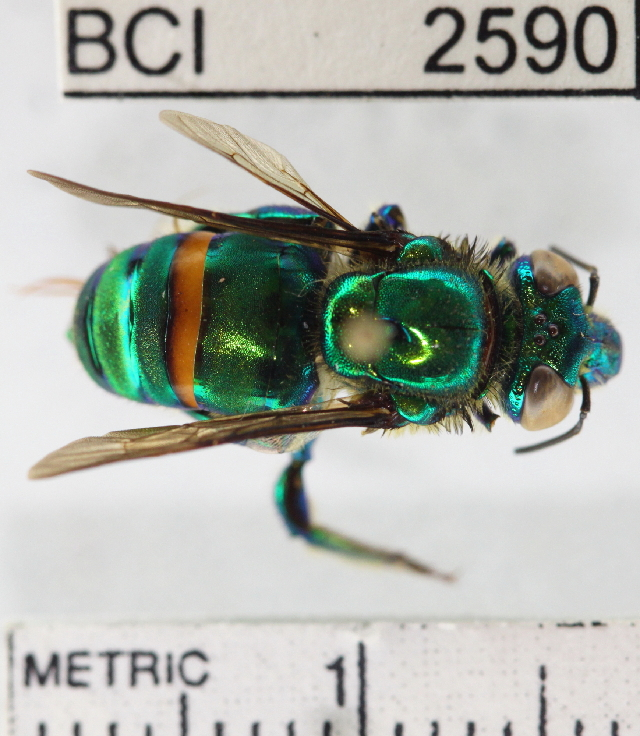